# 아사기리정
아사기리정(일본어: あさぎり町 아사기리마치[*])은 일본 구마모토현 남부에 있는 구마군의 정이다.

## 인접한 자치체
- 구마모토현
  - 구마군 니시키정, 다라기정, 사가라촌
- 미야자키현
  - 에비노시

## 역사
- 1889년 4월 1일 - 정촌제 시행으로 현재의 정역에 구마군 우에촌·미나고에촌·멘다촌·오카하루촌·스에촌·후카다촌이 성립하였다.
- 1895년 12월 7일 - 가미촌이 미나고에촌을 편입하였다.
- 1937년 4월 1일 - 멘다촌이 정으로 승격해 멘다정이 되었다.
- 2003년 4월 1일 - 구마군 가미촌, 멘다정, 오카하루촌, 우에촌, 스에촌 후카다촌의 5정촌이 대등 합병해 아사기리정이 성립하였다. 정명의 유래는 가을부터 봄에 걸쳐 구마 분지에 자주 발생하는 아침 안개(朝霧 아사기리[*])에서 온 것이다.

## 교통

### 철도
- 구마가와 철도 유노마에선

### 도로
- 국도 219호선